# Галенковський Андрій Йосипович
Андрій Йосипович Галенковський (11 квітня 1815 — ?) — український віолончеліст і композитор та юрист. 
Служив суддею у Пирятині. З 1863 — член київського відділення РМТ. Автор ряду п'єс для віолончелі та «Кадрилі» для симфонічного оркестру, одного з перших симфонічних творів українських авторів.